# موكي بيتس
موكي بيتس (مواليد 7 أكتوبر 1992) هو لاعب كرة القاعدة أمريكي يلعب في نادي لوس أنجلوس دودجرز.